# Megaselia piliventris
Megaselia piliventris är en tvåvingeart som beskrevs av Schmitz 1937. Megaselia piliventris ingår i släktet Megaselia och familjen puckelflugor. Inga underarter finns listade i Catalogue of Life.